# Hogna maroccana
Hogna maroccana är en spindelart som först beskrevs av Roewer 1960.  Hogna maroccana ingår i släktet Hogna och familjen vargspindlar.
Artens utbredningsområde är Marocko. Inga underarter finns listade i Catalogue of Life.